# Laeticia Amihere
Laeticia Ejoba Amihere (Mississauga, 10 luglio 2001) è una cestista canadese.

## Carriera
È stata selezionata dalle Atlanta Dream al primo giro del Draft WNBA 2023 (8ª scelta assoluta).
Con il Canada ha disputato le Olimpiadi di Tokyo 2020, i Campionati mondiali del 2022 e i Campionati americani del 2021.

## Palmarès
- Campionessa NCAA (2022)